# Laurel Hubbard
Laurel Hubbard (Auckland, 9 de febrero de 1978) es una deportista neozelandesa que compitió en halterofilia. Ganó una medalla de plata en el Campeonato Mundial de Halterofilia de 2017, en la categoría de +90 kg.

## Trayectoria
Tras su nacimiento, le fue asignado el género masculino y le dieron el nombre de Gavin Hubbard. Empezó a practicar la halterofilia a los veinte años.
En 2012 decidió someterse a una reasignación de género. Empezó a competir internacionalmente en 2017, ganando una medalla de plata en el Campeonato Mundial realizado ese año en Anaheim, California. En 2018 sufrió una lesión de codo mientras competía en los Juegos de la Mancomunidad.
Participó en los Juegos Olímpicos de Tokio 2020, creando un gran interés mediático y mucha polémica por ser la primera deportista transgénero en la historia olímpica. En la competición falló sus tres intentos en la modalidad de arrancada y se quedó sin obtener un resultado en el total olímpico. Después de los Juegos anunció su retirada del deporte.

## Palmarés internacional
| Campeonato Mundial | Campeonato Mundial       | Campeonato Mundial | Campeonato Mundial |
| Año                | Lugar                    | Medalla            | Categoría          |
| ------------------ | ------------------------ | ------------------ | ------------------ |
| 2017               | Anaheim (Estados Unidos) | Medalla de plata   | +90 kg             |